# 威爾蒙特鎮區 (明尼蘇達州諾布爾斯縣)
威爾蒙特鎮區（英語：Wilmont Township）是位於美國明尼蘇達州諾布爾斯縣的一個行政鎮區。

## 地方資料
威爾蒙特鎮區的面積為92.04平方千米，當中陸地面積為91.98平方千米，而水域面積為0.05平方千米。根據2020年美國人口普查的數據，當地共有人口185人，而人口密度為每平方千米2.01人。